# Variaciones sobre una marcha de Dressler (Beethoven)

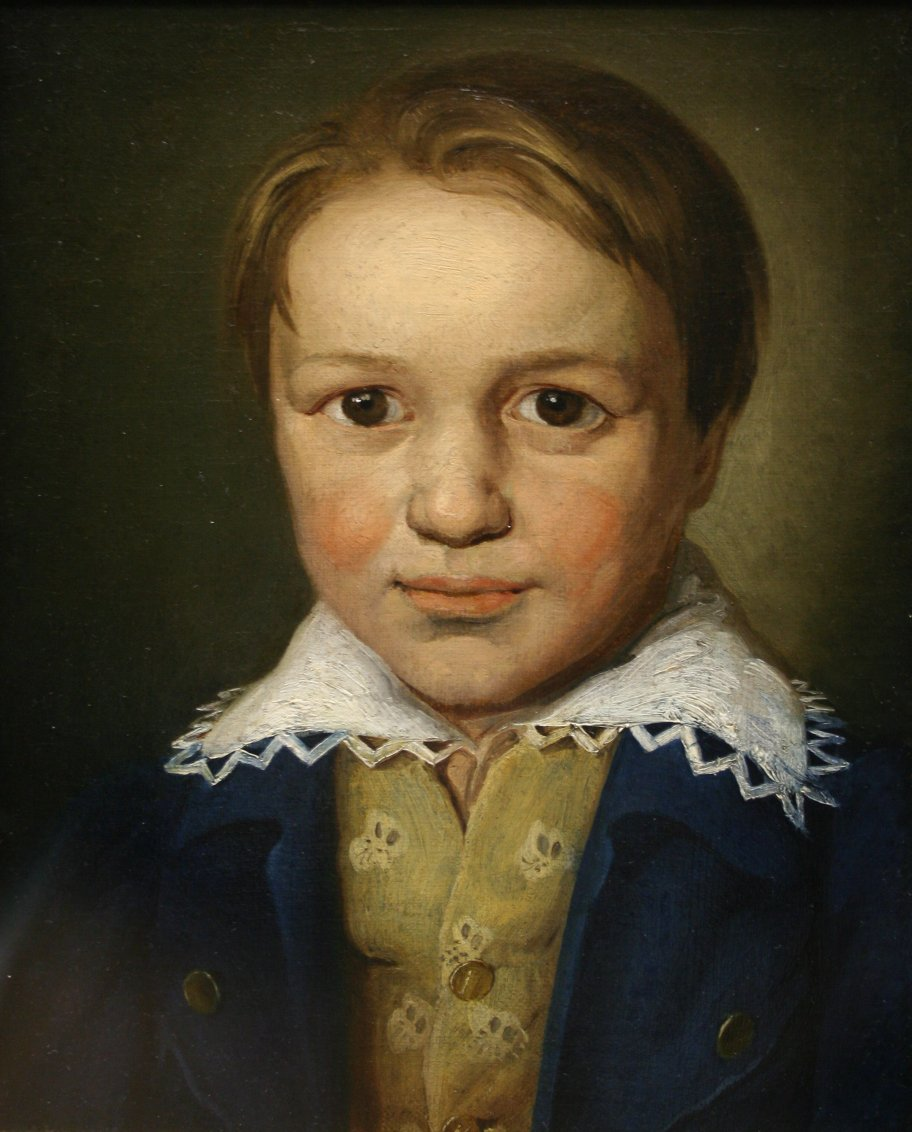
Beethoven a los 13 años hacia 1783.

Las Variaciones sobre una marcha de Dressler o Variaciones para tecla en do menor sobre una marcha de Ernst Christoph Dressler, WoO 63, son un conjunto de nueve variaciones compuestas por Ludwig van Beethoven en 1782, cuando tenía once años. La obra está dedicada a la condesa Wolff-Metternich y es la primera obra publicada por Beethoven.

## Historia
En esa época Christian Gottlob Neefe, que era el profesor de música de Beethoven desde 1780, pensaba que ya era la hora de que el talento del joven músico llegara al público y había que editar sus primeras creaciones. El 2 de marzo de 1783 hizo publicar en la revista Magazin der Musik de Carl Friedrich Cramer la siguiente crónica:

Louis van Beethoven, hijo del tenorista arriba citado, un chico de 11 años, dotado de las disposiciones más raras. Toca el fortepiano con un talento notable; él lee muy bien y, en una palabra, interpreta con fluidez 'El clave bien temperado' de Johann Sebastian Bach, una obra al que lo inició M. Neefe. Cualquiera que conozca esta colección de preludios y fugas en todas las tonalidades, una obra de la mayor dificultad, puede juzgar el grado de ciencia necesario para interpretarla. El señor Neefe también le empujó en el estudio serio del contrapunto, cuando sus ocupaciones se lo permitieron. Ahora le ejerce en la composición y, para estimularlo, le hizo editar en Mannheim nueve variaciones de teclado sobre una marcha Dressler. Este joven genio merece ser apoyado y viajar. Definitivamente se convertirá en un segundo Wolfgang Amadeus Mozart, si continúa como cuando empezó.
Crónica sin firmar, Magazin der Musik , 2 de marzo de 1783.

La publicación de la obra fue llevada a cabo por el editor Johann Michael Götz en Mannheim en 1783. La portada presentaba el siguiente título en francés «Variations pour le Clavecin sur une Marche de M. Dressler composées …para un jeune amateur, Louis van Beethoven, âgé de dix ans.» (Variaciones para clavecín sobre una marcha de M. Dressler compuestas por un joven aficionado, Louis van Beethoven, de diez años). Ansioso de promover a su hijo como un "niño prodigio", el padre de Beethoven había "rejuvenecido" a su hijo en dos años. 
Mucho más tarde Beethoven escribirá sobre un ejemplar de las Tres sonatas para piano, WoO 47:

«Estas sonatas y las Variaciones Dressler son mis primeras obras.»

Una segunda edición de las variaciones, ligeramente adaptada (probablemente por el propio Beethoven), apareció publicada en 1803.

## Esctructura y análisis musical
La obra consta de un tema y nueve variaciones:
- Tema. Maestoso, en do menor
- Variación n.º 1, en do menor
- Variación n.º 2, en do menor
- Variación n.º 3, en do menor
- Variación n.º 4, en do menor
- Variación n.º 5, en do menor
- Variación n.º 6, en do menor
- Variación n.º 7, en do menor
- Variación n.º 8, en do menor
- Variación n.º 9 Allegro, en do mayor

En este conjunto de piezas Beethoven muestra la originalidad que caracteriza a sus grandes series de variaciones posteriores. La marcha sobre la que Beethoven desarrolla sus variaciones no ha sido identificada. El punto de partida es el esquema armónico inicial así como los ritmos con puntillo que acompañan al tema, pero encuentra formas ingeniosas de variar los diseños de la voz aguda. El tempo del tema y las ocho variaciones que siguen llevan la indicación de Maestoso, lo que corresponde bien a los ritmos y al carácter fúnebre de la marcha. La variación n.º 8 parece anunciar el movimiento final de la Sonata Patética. Lo suficientemente sorprendente es la modulación de la variación final, de la tonalidad de do menor a do mayor, recurso que el compositor utilizaría en otras obras escritas en la tonalidad de do menor, como al final de su Sinfonía n.º 5 y en su última Sonata para piano n.º 32, Op. 111. El tempo de la variación final es modificado igualmente, pasando a ser un vivo Allegro. Cierra con una especie de coda, con una afirmación triunfal del modo mayor.
Según el compositor André Boucourechliev:

«desde las primeras obras de Beethoven, la variación se afirma como una de las formas más cercanas a su espíritu, a su naturaleza. […] toda la obra de Beethoven confirma una inclinación para esta forma de inventiva.»

El musicólogo Barry Cooper comenta:

«El joven Beethoven de once años parece exponer aquí su manifiesto: la vida es una agitación seria, la música es un arte noble y elevado que merece respeto, y el modo menor, desdeñado por los demás compositores a las innumerables series de variaciones producidas durante la década de 1780, pueden crear una emoción más profunda que el modo mayor. Do menor casi se convertiría en un emblema en Beethoven […].»

## Discografía
- 1997 – Complete Beethoven Edition, Vol. 6: Piano Works, CD 3. Con Mijaíl Pletniov al piano (DG 453 733-2).[7]
- 2007 – Beethoven: Piano Works. Con Georg Friedrich Schenck al piano (Brilliant Classics 93553/59)[8]
- 2012 – Beethoven: Complete works for solo piano, Vol.12. Con Ronald Brautigam al fortepiano (BIS BIS-SACD-1883)[9]
- 2012 – Neefe, Christian Gottlob: Twelve Sonatas. Con Susan Kagan al piano (Grand Piano GP615-16).[10]